# María Luisa Reid
María Luisa Reid (Zacatepec, Morelos, 18 de noviembre de 1943) es una dibujante, pintora y escultora mexicana contemporánea, miembro del Salón de la Plástica Mexicana.

## Formación
Nació en Zacatepec, Morelos. Estudió una licenciatura y la maestría en artes plásticas en la universidad de París VIII, asistió al taller de escultura del Maestro Maurice Kalca en la École nationale supérieure des beaux-arts de Paris entre 1983 y 1986. Se perfeccionó en talla en madera y pintura en la Escuela Nacional de Artes Plásticas, de la UNAM. Estudió también la técnica de tapicería de gobelinos en la Escuela de Diseño, Artesanías y Escultura "La Esmeralda". Se especializa en escultura, especialmente la talla en madera.

## Trayectoria
María Luisa Reid ha realizado diez exposiciones individuales, la última en La Muralla, El Lugar del vidrio, y ha participado en más de cien exposiciones colectivas. Ha participado también en foros nacionales e internacionales. Entre sus obras más conocidas, se pueden mencionar las presentadas en el Palacio de Bellas Artes, en el Museo José Luis Cuevas, en la Galería María Velasco y la Casa de México en Cuba entre otras.
Forma parte del grupo de artistas del Salón de la Plástica Mexicana, al que se incorporó en 1998.
En 2013 su obra y la de otros creadores contemporáneos se expuso en el Palacio Legislativo de San Lázaro, en una muestra colectiva llamada Silencios en Azul.
En 2015 recibió el premio Coatlicue en el marco del XIX Encuentro Internacional y XV Iberoamericano de Mujeres en el Arte México-España.
Acerca de su obra, expresó 

En mi trabajo escultórico pretendo actuar como generadora de cultura al privilegiar formal, técnica y conceptualmente el uso intenso de los sentidos, enfocando las emociones que esto produce hacia formas sublimadas de sensualidad y erotismo.